# パーティクルボード

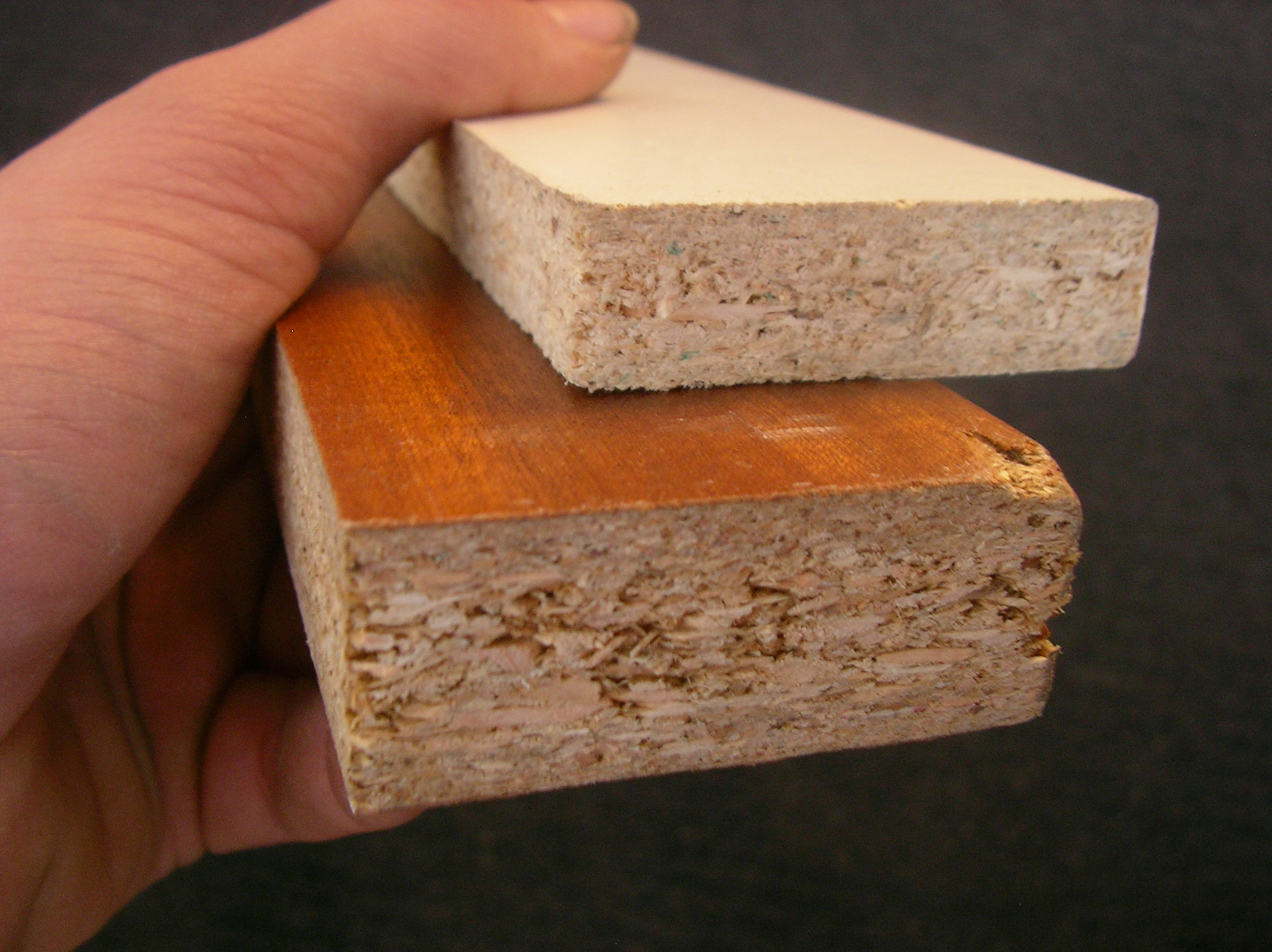
ベニヤ板が貼られたパーティクルボード

パーティクルボード（英語: Particle board）とは木材の小片を接着剤と混合し熱圧成型した木質ボードの一種である。配向性はない。木材の裁断サイズにより大きく分類され、配向性ストランドボード（OSB）＞パーティクルボード＞中密度繊維板（MDF）の順に裁断は小さくなる。裁断が細かくなるにつれ生木本来の性質は失われ、抵抗力が弱くなり、カビ易くなってゆく。原料としては主に解体廃材等が用いられる。
材料や製法により強度や品質の範囲は多彩である。近年では強度の改良も進んでおり、2x4工法の耐力壁として、OSBと同等以上のせん断剛性を持つパーティクルボードも存在する。建材として床や壁などの下地材に使われるほか、表面に化粧板を貼られ家具等に加工される。また周波数特性も良好な事から、以前は音響用スピーカーエンクロージャーの素材としても使われてきたが、現在では加工性・仕上がりの良さからMDFがその主流となっている。